# غريدوني
غريدوني (بالإنجليزية: Gridone)‏ هو أحد جبال سلسلة جبال الألب ليبونتيني ويقع في كانتون تيسينو في سويسرا. يحتل المرتبة رقم 362 في قائمة جبال سويسرا من حيث الارتفاع، إذ يبلغ ارتفاعه حوالي 2188 متر، بينما يبلغ ارتفاع نتوء الجبل 1218 متر.